# Myuriopsis
Myuriopsis là một chi rêu trong họ Myuriaceae.